# Franz Barnickel
Franz Barnickel (* 11. Dezember 1927) ist ein ehemaliger deutscher Fußballspieler, der 1953 für die Betriebssportgemeinschaft (BSG) Chemie Leipzig in der DDR-Oberliga, der höchsten Liga im DDR-Fußball, spielte. 

## Sportliche Laufbahn
Nach Beendigung der Hinrunde der Oberligasaison 1952/53 warb der SV Vorwärts Leipzig zahlreiche Stammspieler der BSG Chemie Leipzig ab. Als Ersatz konnte die BSG nur Spieler von unterklassigen Sportgemeinschaften gewinnen. Unter ihnen war der 25-jährige Stürmer Franz Barnickel, der von der drittklassigen BSG Chemie Schkopau kam. Er wurde sofort im ersten Oberligaspiel der Rückrunde als halblinker Stürmer eingesetzt und hatte im Heimspiel gegen die BSG Motor Jena  mit seinen beiden Toren beim 6:0-Sieg einen erfolgreichen Start. Auf seiner Anfangsposition blieb Barnickel auch in den restlichen 17 Oberligaspielen und kam schließlich auf fünf Tore. Nach dem Ende der Spielzeit 1952/53 kehrte Franz Barnickel, nachdem er bis zum Juli 1953 noch einige Freundschaftsspiele für Chemie Leipzig bestritten hatte, zur BSG Chemie Schkopau in die Bezirksliga zurück und kehrte auch später nicht mehr in die höheren Ligen zurück.